# Acid Bath
Acid Bath war eine Sludge-Band aus Louisiana, Vereinigte Staaten, die von 1991 bis 1997 existierte und sich im Oktober 2024 reformierte.

## Geschichte
Die Bandgründung fand im Jahre 1991 statt. Die Band beziehungsweise Teile davon firmierten damals noch unter dem Namen Golgotha. Nach der Veröffentlichung ihres ersten Demos („Hymns of the Needle Freak“), wurden Acid Bath von Rotten Records, der Plattenfirma von Spike Cassidy, unter Vertrag genommen. Es folgten die beiden Alben „When the Kite String Pops“ (1994) und „Paegan Terrorism Tactics“ (1996). Ein geplantes drittes Album mit dem mutmaßlichen Titel „Killer Rat Poison“ wurde nie fertiggestellt.
Grund hierfür war der plötzliche Unfalltod ihres Bassisten Audie, dessen Wagen von einem Betrunkenen gerammt wurde. Der resultierende Unfall kostete Audie und seinen Eltern das Leben; nur sein kleiner Bruder Kelly überlebte. Für Acid Bath bedeutete dies allerdings das Aus, da die Band ohne Audie, der maßgeblichen Anteil am Songwriting hatte, nicht mehr funktionierte.

## Stil und Status
Die beiden Alben als maßgebliche Beiträge von Acid Bath zur Musikwelt enthalten eine einzigartige Version des sogenannten NOLA-Sounds, dem man auch Bands wie Crowbar, Down oder EyeHateGod zurechnen kann. Das Genre wird auch grob als Sludge bezeichnet, manchmal ordnet man die NOLA-Bands (NOLA steht hierbei für New Orleans, Louisiana) aufgrund der Schwere und der zuweilen erdrückenden Langsamkeit dem Doom Metal zu. Acid Bath sind eigentlich keinem Genre zugehörig, auf ihren Alben finden sich sowohl Balladen als auch schnelle Stücke, die manchmal gar die Grenzen zum Death Metal durchbrechen.
Interesse erweckte die Band allerdings nicht nur durch ihre ungewöhnliche Musik, sondern auch durch die Texte, die sich mit Tabuthemen wie Vergewaltigung und Drogenkonsum beschäftigten und die Covergestaltung der Alben und Radio Edits. Auf dem Debütalbum prangte z. B. ein Gemälde des Serienmörders John Wayne Gacy, der Nachfolger stellte ein Bild des umstrittenen Sterbehilfearztes Jack Kevorkian zur Schau.
Zu ihren Lebzeiten kam die Band kaum über ihren anfänglichen Undergroundstatus hinaus, da Rotten Records der Aufgabe, Acid Bath angemessen zu promoten, kaum gewachsen war. Außerhalb der USA waren die Alben nur schwer erhältlich, Informationen über die Band eher rar gesät. Heute genießen Acid Bath eine Form von Kultstatus.

## Projekte und Bands während und nach Acid Bath
Während der aktiven Phase der Band unterhielt Bassist Audie Pitre ein Projekt namens Shrum, bei dem auch sein Bruder Kelly mitspielte. Hierbei handelt es sich um eine experimentelle Band, bei der Audie auf eine klassische Rockbesetzung verzichtete und mit zwei Bässen neue Frequenzbereiche auslotete.
Kelly Pitre spielt zurzeit mit Sammy Duet in einer Band namens Vual, letzterer fand nach der Auflösung von Acid Bath aber zunächst bei Goatwhore und Crowbar neue musikalische Heimaten. Dax Riggs und Mike Sanchez blieben unter dem Banner Agents of Oblivion zusammen, die Band wurde aber kurz nach der Veröffentlichung des gleichnamigen Albums aufgelöst. Danach widmete sich Riggs hauptsächlich seinem Projekt Deadboy and the Elephantmen, das aber aufgrund der starken Mitgliederwechsel kaum als Band zu bezeichnen war. Mittlerweile firmiert diese Band unter Riggs’ eigenem Namen.

## Diskografie
- 1991: Golgotha (Demo)
- 1992: Acid Bath Live (Demo)
- 1993: Hymns of the Needle Freak (Demo)
- 1994: Radio Edits 1 (Kompilation)
- 1994: When the Kite String Pops (LP)
- 1996: Radio Edits 2 (Kompilation)
- 1996: Paegan Terrorism Tactics (LP)
- 2005: Demos: 1993-1996 (Kompilation)